# Guardian Direct Cup 1999
Il Guardian Direct Cup 1999 è stato un torneo di tennis giocato sul sintetico indoor. È stata la 22ª edizione del torneo, che fa parte della categoria International Series Gold nell'ambito dell'ATP Tour 1999. Si è giocato a Londra in Inghilterra, dal 22 al 28 febbraio 1999.

## Campioni

### Singolare
Richard Krajicek ha battuto in finale  Greg Rusedski con il punteggio di 7–6(6), 6(5)–7, 7–5

### Doppio
Tim Henman /  Greg Rusedski hanno battuto in finale  Byron Black /  Wayne Ferreira con il punteggio di 6–3, 7–6(6)